# Баффало-Крик (приток Дес-Плейнса)
Баффало-Крик (англ. Buffalo Creek) — ручей в Иллинойсе, США, приток реки Дес-Плейнс. Площадь водосборного бассейна — около 69,4 км². Длина — 18 км.
Он начинается на высоте около 263 м в городе Лейк-Цюрих, штат Иллинойс, и протекает в основном на юго-восток через города Килдер, Лонг-Гроув, Баффало-Гроув и Уилинг. В Уилинге он протекает через Уилингский дренажный резервуар. Впадает в Дес-Плейнс к северу от аэропорта Palwoukee в Уилинге.
Средний расход воды составляет около 0,53 м³/с (Уилинг). Средняя концентрация фосфора в воде составляет 0,16 мг/л, растворённого кислорода — 9,32 мг/л, хлора — 249 мг/л.
В 2013 году обильные дожди вызвали наводнение на реке, было затоплено 16 домов.
На реке расположено водохранилище Баффало-Крик, в которое попадает вода как из реки Баффало-Крик, так и из Дес-Плейнс. Площадь водохранилища составляет 0,14 км², средняя глубина — 0,9 м. Вокруг реки находится дноимённая природная охраняемая зона площадью 408 акров. 74 % бассейна реки застроено, 19,4 % занимают леса, 3,0 % — болота, 1,9 % — водная поверхность, 1,7 % — сельскохозяйственные земли.